# Franz Sondheimer
Franz Sondheimer, född 17 maj 1926 i Stuttgart, Tyskland, död 11 februari 1981 i Stanford, Kalifornien, var en brittiska organisk kemist.

## Biografi
Sondheimer föddes Tyskland, men efter nazisternas maktövertagande flydde han till Storbritannien 1937. Han var elev på Highgate School och studerade därefter kemi, och tog sin examen från Imperial College London.
Från 1949 till 1952, var Sondheimer forskarassistent vid Harvard University, där han tog sin fil.dok.-examen under Robert Woodward. År 1952 anställdes han av Syntex SA, Mexico City, som biträdande forskningschef. Han höll den positionen fram till 1956, då han flyttade till Israel där han blev chef för institutionen för organisk kemi vid Weizmann Institute of Science, Rehovot, en position han innehade fram till 1964.
Under sin tid vid institutet, 1960-1964 var Sondheimer Rebecca and Israel Sieff-professor i organisk kemi. Han innehade också posten som vice VD för forskning, för Syntex SA 1961-1963.
Efter åtta år i Israel, återvände Sondheimer till Storbritannien 1964 och utsågs där till Royal Society Research Professor vid University of Cambridge och docent i Churchill College, Cambridge, både från 1964 till 1967. I maj 1967 valdes han en Medlem av Royal Society. Hans medlemskap motiverades av ”hans framstående  arbete med den totala syntesen av en rad naturprodukter, den partiella syntesen av steroidhormoner och analoger, och särskilt för hans synteser av den hittills okända klassen av konjugerade omättade makrocykliska föreningar som har lett till några intressanta teoretiska slutsatser.”
Sondheimer var den första att framställa aromatiska annulener och bevisade Hückelregelns giltighet. 
Från 1967 till 1981 var han Royal Society Research Professor vid University College London. Han dog 1981 under en sabbatsperiod vid Stanford University, Kalifornien.

## Priser och utmärkelser
- År 1960 tilldelades Sondheimer Israel Prize för de exakta vetenskaperna.
- År 1961 erhöll han Corday-Morgan medalj och pris.
- År 1967 valdes han till medlem av Royal Society.